# Luther-Kreuz Liebleitnergasse

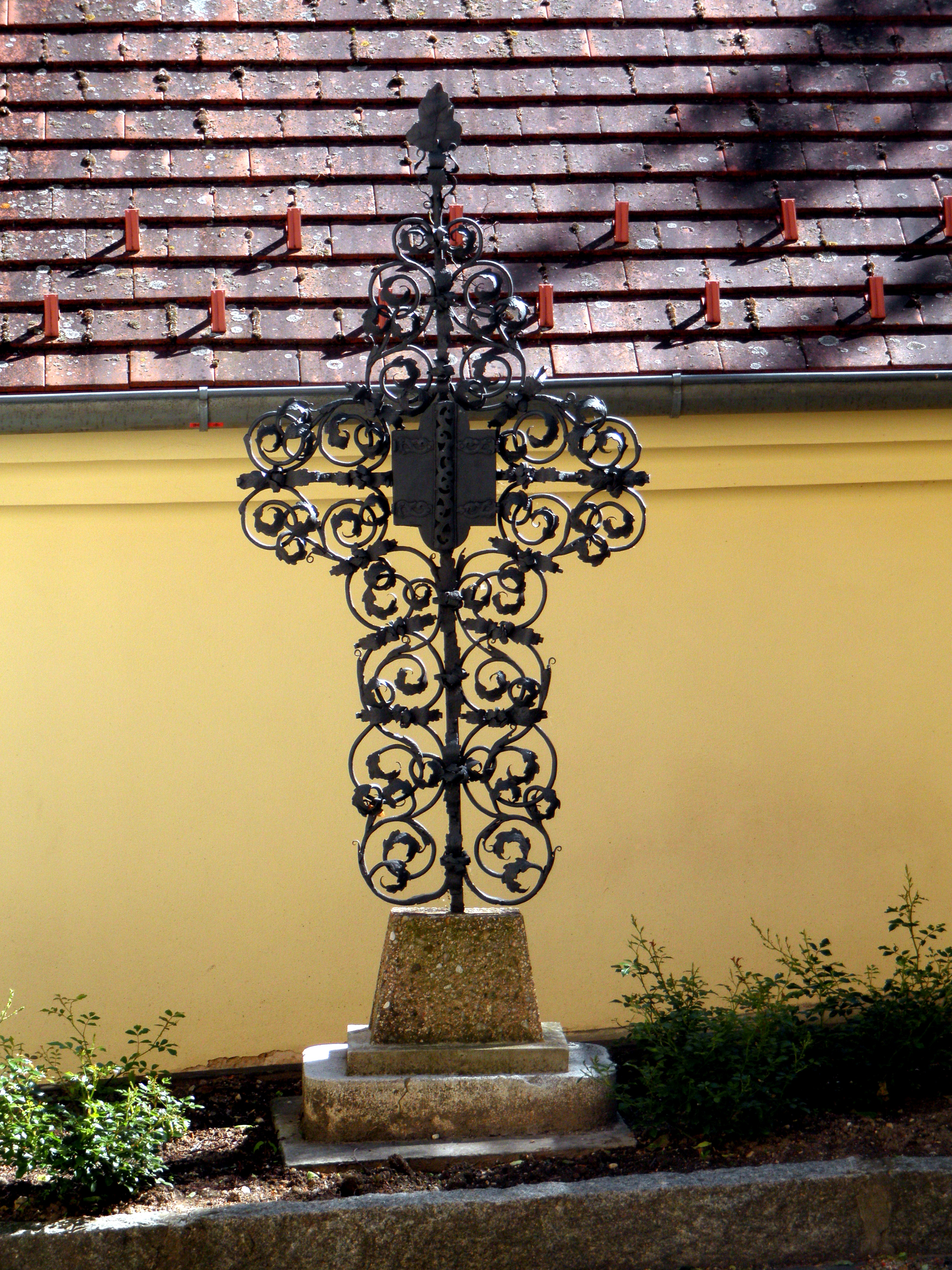
Lutherkreuz in Stammersdorf

Das Luther-Kreuz (andere Schreibweise: Lutherkreuz) ist ein sakrales Kleindenkmal auf dem südseitigen Vorplatz der Pfarrkirche Stammersdorf in Stammersdorf im 21. Wiener Gemeindebezirk Floridsdorf. Das Objekt steht als Teil des ehemaligen Friedhofensembles unter Denkmalschutz.

## Beschreibung
Auf einem konisch zulaufenden Sockel aus Beton steht ein Schmiedeeisenkreuz mit einer Höhe von zirka einem Meter. Entlang der Kreuzarme ist es mit floralen Spiralmotiven verziert. Das Kreuz stammt aus dem 18. Jahrhundert.